# Алисент Хайтауэр
Алисент Хайтауэр — персонаж мира, созданного американским писателем Джорджем Мартином в саге «Песнь льда и огня». Жена короля Вестероса Визериса I, мать короля Эйегона II, лидер партии «зелёных» в Пляске Драконов. Героиня ряда книг Мартина и сериала «Дом Дракона».

## Биография
Согласно Джорджу Мартину, Алисент принадлежала к аристократическому роду Хайтауэров из Простора и была дочерью сира Отто Хайтауэра, королевского десницы. Она стала второй женой короля Вестероса Визериса I, которому родила четырёх детей: Эйегона, Эйемонда, Дейерона и Хелейну. Визерис сделал своей наследницей дочь от первой жены Рейениру, но это противоречило андальскому праву, предполагавшему наследование исключительно по мужской линии. При дворе образовалась могущественная партия «зелёных», отстаивавшая права на престол Эйегона. Королева Алисент стала неформальным лидером этой группировки.
После смерти Визериса королева возвела на Железный Трон своего сына Эйегона. Это привело к гражданской войне, известной как Пляска Драконов. В ходе конфликта Рейенира на время заняла столицу и приговорила к смерти отца Алисент, а сама королева некоторое время находилась под домашним арестом. Позже Эйегон снова занял Королевскую Гавань, но умер от яда, и престол занял сын Рейениры Эйегон III. Алисент, снова оказавшаяся под домашним арестом, постепенно сошла с ума и умерла во время эпидемии.

## В культуре
Алисент Хайтауэр стала персонажем повести Джорджа Мартина «Принцесса и королева» и его же псевдохроник «Мир льда и пламени» и «Пламя и кровь». Она появляется в сериале «Дом Дракона», где её сыграли Эмили Кэри и Оливия Кук.